# 23232 Buschur
23232 Buschur là một tiểu hành tinh vành đai chính với chu kỳ quỹ đạo là 1401.5663594 ngày (3.84 năm).
Nó được phát hiện ngày 21 tháng 11 năm 2000.